# کارل فولکر
کارل فولکر (انگلیسی: Carl Folcker; ۲۸ مارس ۱۸۸۹ – ۲ ژوئیهٔ ۱۹۱۱) ژیمناست هنری اهل سوئد بود.